# Jerry Seinfeld: Comedian
Jerry Seinfeld: Comedian ist ein US-amerikanischer Dokumentarfilm über und mit Jerry Seinfeld aus dem Jahr 2002. Der Film folgt den zwei unterschiedlichen Stand-up-Comedians Jerry Seinfeld und Orny Adams bei ihrer Tour von Stand-up-Performances. Es erschien am 11. Oktober 2002 in den US-amerikanisches Kinos.

## Inhalt
Der Film konzentriert sich auf den Komiker Jerry Seinfeld und erforscht die verschiedenen Seiten des Stand-up-Comedys. Der Film zeigt auch den aufstrebenden Komiker namens Orny Adams, der sich im Showbusiness schwer tut.

## Rezeption
Von den von Rotten Tomatoes ausgewerteten 91 Kritiken sind 77 Prozent positiv. Roger Ebert gab dem Film 2 von 4 Sternen. Entertainment Weekly gab dem Film die Note B.
Nominierungen
- Nominierung für den Chicago Film Critics Association Award 2003 als bester Dokumentarfilm
- Nominierung für den Online Film Critics Society Award 2003 als bester Dokumentarfilm